# 科斯维莱尔
科斯维莱尔（法語：Cosswiller，法語發音：[kɔsvilɛʁ] ⓘ）是法国下莱茵省的一个市镇，属于莫尔塞姆区。

## 地理
科斯维莱尔（48°37'51"N, 7°23'56"E）面积15.75 平方千米，位于法国大東部大區下莱茵省，该省份为法国大陆部分最东部的省份，是阿尔萨斯的一部分，今与上莱茵省组成了阿尔萨斯欧洲集体，其南至上莱茵省，西南接孚日省和默尔特-摩泽尔省，西接摩泽尔省，北与德国接壤。
与科斯维莱尔接壤的市镇（或旧市镇、城区）包括：罗芒斯维莱、巴尔布龙、旺根堡-恩根塔勒、斯蒂、瓦斯洛讷、韦斯托芬。
科斯维莱尔的时区为UTC+01:00、UTC+02:00（夏令时）。

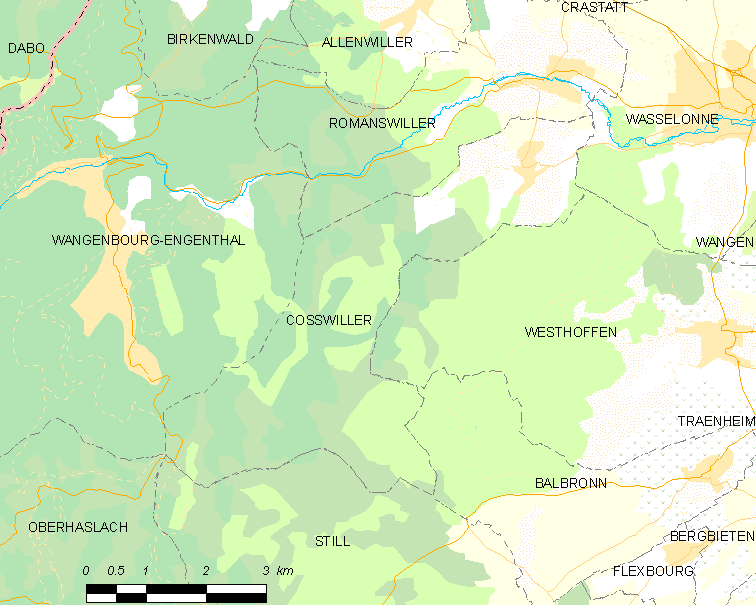
科斯维莱尔的OSM定位图

## 行政
科斯维莱尔的邮政编码为67310，INSEE市镇编码为67077。

## 政治
科斯维莱尔所属的省级选区为萨韦尔讷县。

## 人口

1962-2008年间科斯维莱尔人口变化图示

科斯维莱尔于2022年1月1日时的人口数量为593人。